# Vetiškovo náměstí
Vetiškovo náměstí je bývalý název ústředního veřejného prostranství v Hloubětíně na Praze 14, které je v současnosti (2019) bez oficiálního názvu, avšak neoficiálně je označováno jako náměstí Hloubětín. Východní stranu jižního úseku tvoří ulice Chvalská. Náměstí dělí na severní a jižní část čtyřproudá ulice Poděbradská, pod kterou vede podchod. Přes náměstí po Poděbradské jezdí také tramvaje (spojení Starého Hloubětína a sídliště Lehovec). Domy mají adresu Poděbradská.
Na náměstí je od roku 1999 stanice metra Hloubětín, od roku 1976 tramvajová zastávka Hloubětín, původně pojmenovaná Havana a autobusová zastávka Hloubětín.

## Historie a názvy
Náměstí vzniklo a bylo pojmenováno v roce 1972. Nazváno bylo podle Rudolfa Vetišky (1895–1966), rodáka z Hloubětína, politika, zakládajícího člena Komunistické strany Československa, za války vězněného odbojáře a v letech 1948–1954 poslance Národního shromáždění ČSR. V roce 1990 se usneslo, že veřejné prostranství nemá charakter náměstí, proto bylo zrušeno.

## Zástavba a charakter prostranství

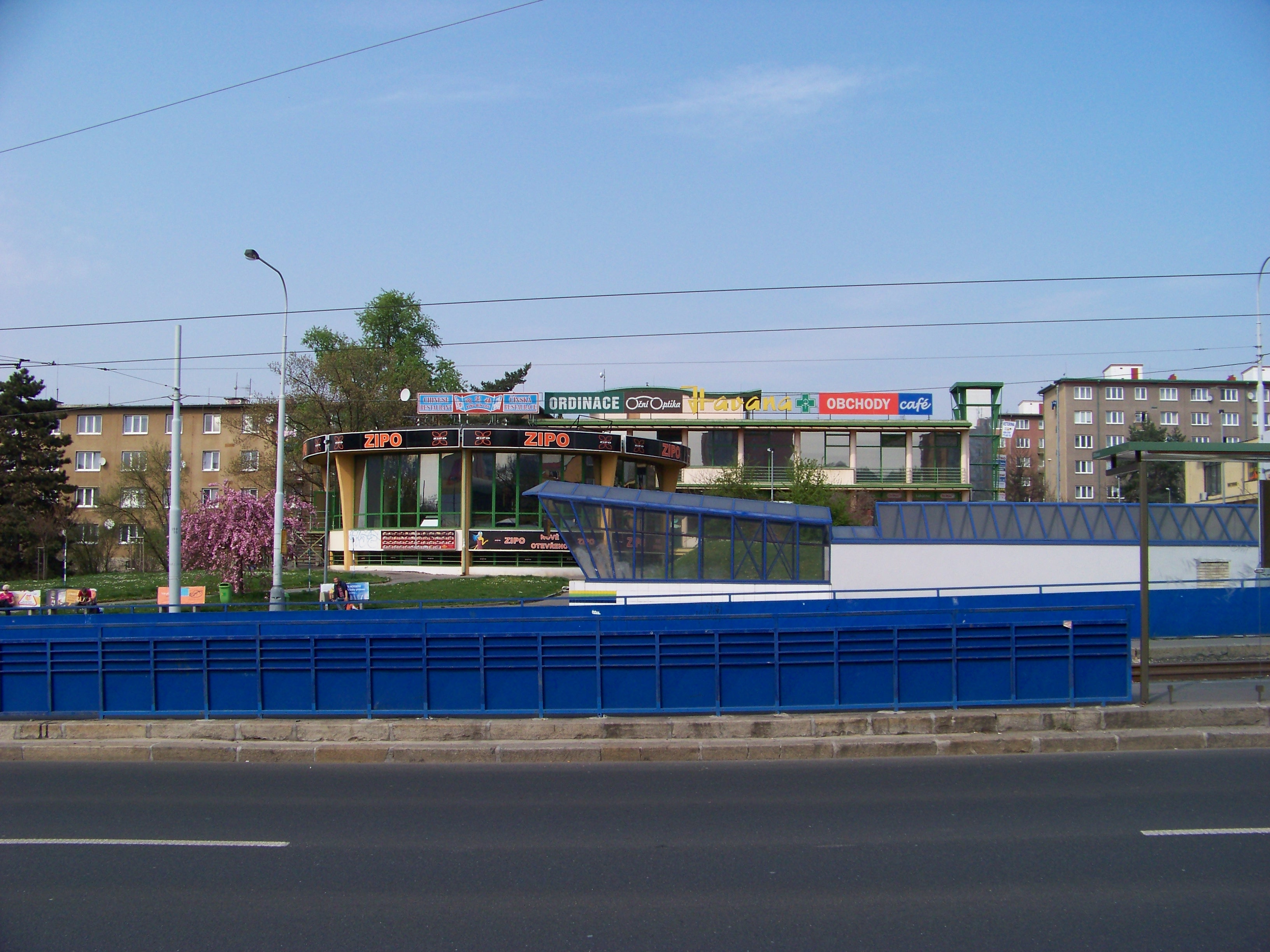
Severní část náměstí Hloubětín s bývalou restaurací Havana

Zástavbu tvoří především objekty z první poloviny 60. let 20. století, kdy se budovalo sídliště Hloubětín.
Severní část tehdy tvořil dům obchodních prodejen Střed, restaurace Havana s kulatým pavilonem kavárenské cukrárny, jejichž styl ovlivnila kubánská architektura. Jižní část náměstí uzavíral obchodní dům a dům služeb, jehož středem vede průchod do ulice Čertouská.
V současnosti (2025) jsou v těchto komerčních prostorách supermarket, menší obchody, služby včetně lékárny a bankomat (druhý je u vchodu do metra). Bývaly zde také pobočky dvou bank (zrušeno bez náhrady), pobočka městské knihovny, která se však v roce 2020 přestěhovala do komunitního centra. Pobočka pošty (Praha 94) byla uzavřena k 30. červnu 2023.
Dálkovým orientačním bodem náměstí je obytný dvanáctipodlažní věžový dům s plochou střechou čp. 590/95. Také prostory kolem něj prošly revitalizací.
Některé části náměstí mají i parkovou úpravu, včetně malého dětského hřiště. Mezi dřevinami zaujme několikrát zastoupená třešeň pilovitá (sakura, latinsky Prunus serrulata). U jižního vstupu do podchodu pod Poděbradskou je první zastavení naučné stezky Prahy 14, které je nazvané Hloubětín.

## Umělecká díla

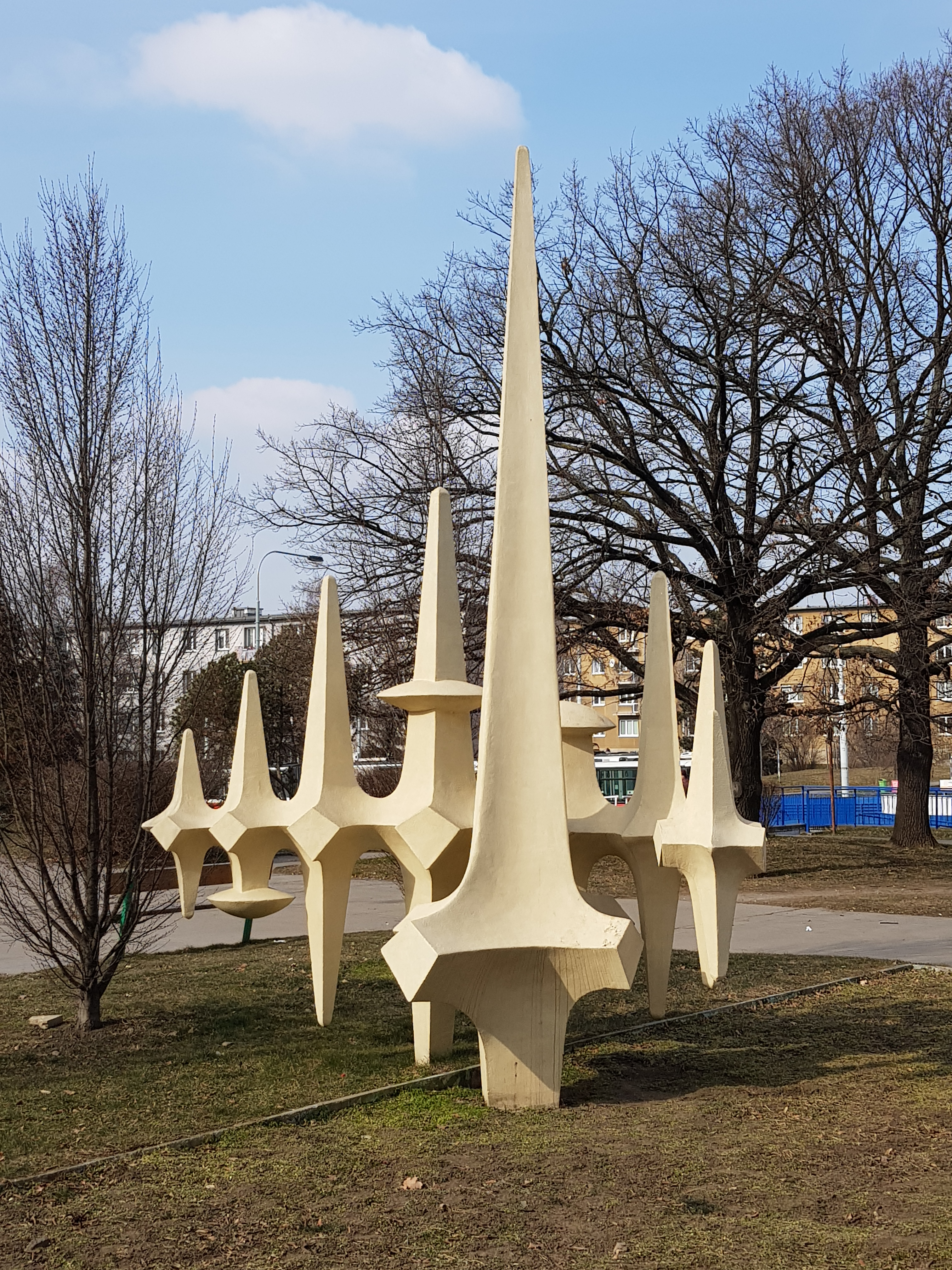
Fuga od Arnošta Košíka z roku 1966

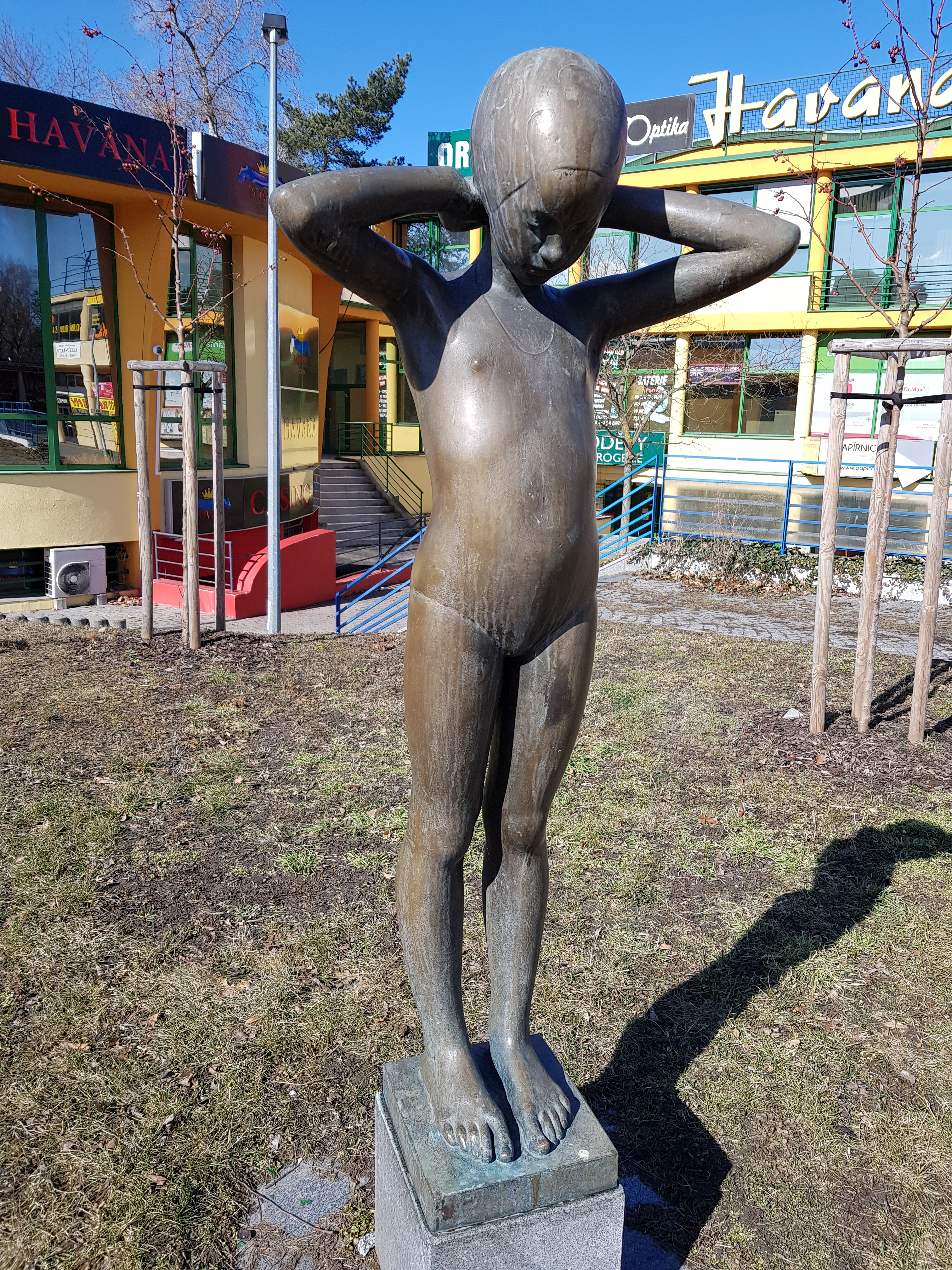
Plastika Koupání na náměstí Hloubětín

V jižní části náměstí se nacházela Fontána, která byla později zasypána, a betonová abstraktní plastika Fuga – Varhany od Arnošta Košíka (1920–1990) z roku 1966 v bruselském stylu, která tam stojí dodnes a její podklad byl upraven do podoby fontány. Fuga, která je natřena na bílo, je tvořena několika různě velkými ve střední části spojenými jehlanci, které ve formě poloprstence obklopují ten nejvyšší. Jehlance jsou ve vertikální poloze, uprostřed jsou nejširší, zužují se směrem nahoru i dolů. Zboku v nejširší části jsou odřezány výstupky. Na třech jehlancích jsou napíchnuté disky, které mohou evokovat létající talíř, čočku nebo kloubouk houby. O plastice vznikla v roce 2013 minutová rozhlasová hra Michala Pěchoučka a Romana Štětiny.
Severní část ozdobila plastika Ležící (Koupající se) žena od Otty Sukupa (1926–2012). Představuje ženu bez detailních rysů ležící na pravém boku, levou rukou si podpírá hlavu, v boku je silně prohnutá a nohy má mírně pokrčené. Plastika byla několikrát přestěhována. Původně se nacházela v severní části náměstí Hloubětín před Havanou, později byla přemístěna na druhou stranu náměstí před obchodní dům a nakonec do zahrady Hloubětínského zámku. Fotografie dokládají, že plastika bývala částečně ponořena v bazénku, sochařem zvolená poloha ženy tak dávala větší smysl.
Bronzová plastika Koupání z roku 1984 od Jaroslava Hladkého (* 1942 Praha) se nachází v severní části u výstupu z metra. Představuje mladou plavkyni, která si upravuje nasazenou koupací čepici a připravuje se ke skoku do vody. Původně byla umístěna v parčíku u křižovatky Poděbradské s Průmyslovou.
Pamětní deska Rudolfa Vetišky byla na náměstí na fasádě pošty umístěna v roce 1975. Po pádu komunismu byla odstraněna.

## Revitalizace
Revitalizace jižní části náměstí, pro kterou bylo vydáno stavební povolení v roce 2017, zahrnovala výměnu a zlepšení povrchu náměstí, opravu svodů dešťové kanalizace, úpravu a nové rozvržení zelených ploch, zkulturnění prostředí stánkového prodeje, doplnění mobiliáře a veřejného osvětlení. Nově zde měly vzniknout objekty kavárny a rychlého občerstvení, zázemí pro stánky, val se stupňovitým sezením, vodní prvek se stávající plastikou a dětské hřiště. Revitalizace byla dokončena v roce 2022.